# 台灣婚紗攝影

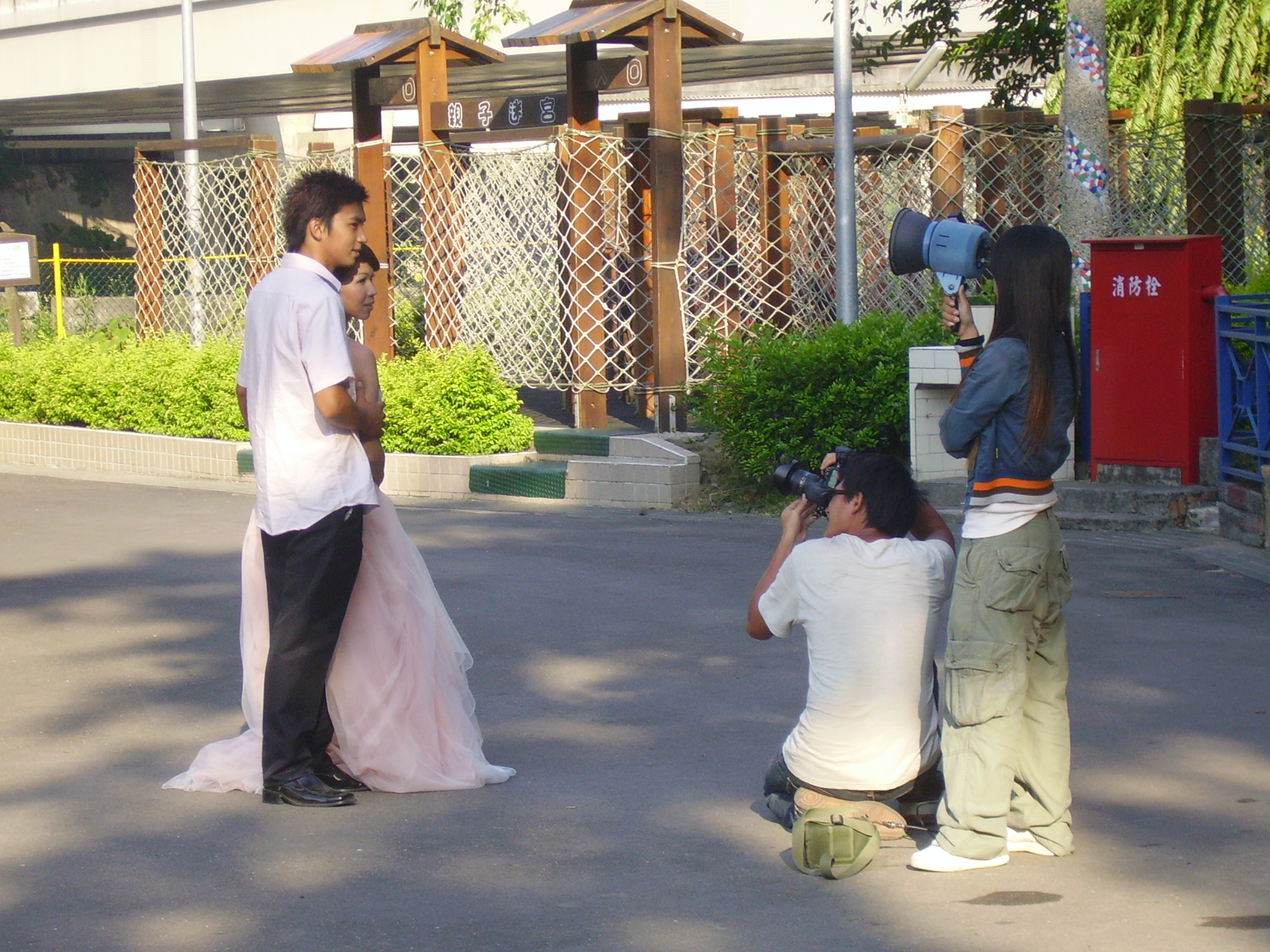
正在進行婚紗攝影

婚紗攝影在台灣是指為新婚男女提供的結婚照攝影服務。依照2001年相關數據顯示，台灣婚紗攝影產值達新台幣108億。因此龐大產值，讓台灣成為柯達軟片最大消費國家，而另以富士軟片沖洗量來看，其消費量就與人口多出十倍的日本完全相同。
婚紗攝影服務於台灣起步甚早，一般來說可溯自台灣日治時期。因為各種因素，由照相館提供台灣婚紗攝影服務，一直持續發展。1950年代，台灣新婚夫妻至照相館拍攝拍結婚照的台灣婚紗攝影服務達80%。1970年代之後，婚紗攝影服務全面普及全台灣，並且傳至中國大陸、香港、新加坡等地，並擴展至其他國家的華人社區。
1977年，台灣婚紗攝影已經漸次發展成整合多項內容的服務性工業，該工業產值為全世界第一。包含禮服製作、專業美容造型師、拍照、底片沖洗、電腦美工處理至印刷。婚紗攝影工業及服務還包含外圍的喜宴餐飲業、喜餅、蜜月旅行、禮車租賃、花環花束及美髮造型。
2011年，台灣婚紗攝影公司衍伸出的自助婚紗服務，係為具有特殊意義與高度期待的自行規劃婚紗攝影內容，有別於一般婚紗公司，因消費者選擇拍攝自助婚紗公司，重視的是拍攝的過程，以及當中的相關服務項目都可以依照自身的概念來作主，這樣拍攝出來的成品，較具有意義，自助婚紗已經深刻受到少數想要擁有與眾不同拍攝風格的人所喜愛。
今婚紗攝影服務已經成為台灣特有庶民文化，其文化包含了社會學、文化研究、消費行為及市場分析。研究者指出，該服務不只是種影像消費及特有庶民文化，也是種超越社會身份的消費行動主體，並成為台灣社會文化的新力量來源。 （页面存档备份，存于）

## 婚紗街
台灣婚紗攝影服務業已遍及全島，各大城市多有婚紗街，通常交通便利且鄰近外拍地點。
- 臺北市
  - 中山北路 - 鄰近陽明山
  - 愛國東路
  - 西門町  - 介於中山北路與愛國東路之間
- 台中市
  - 豐原區
  - 中區
  - 中港路
  - 崇德路
  - 三民路
  - 山西路
- 臺南市
  - 民生路 - 毗鄰原臺南州廳
  - 西門路 - 毗鄰赤崁樓
- 高雄市
  - 中正三路及中山一路 - 毗鄰美麗島站
- 中壢市
  - 延平路及中央東路交叉口